# David Beckham
Sir David Robert Joseph Beckham (Leytonstone, Londen, 2 mei 1975) is een Engels voetbalbestuurder en voormalig voetballer. Hij is mede-eigenaar en voorzitter van de Amerikaanse voetbalclub Inter Miami.
Beckham was een middenvelder die vooral bekendstond om zijn voorzetten, vrije schoppen en spelvoortzettingen. Met Manchester United werd hij zesmaal landskampioen en haalde hij in 1999 de treble: Engels landskampioen en bekerwinnaar van de Engelse FA Cup en de UEFA Champions League in Europa. Verder won Beckham landstitels met Real Madrid, Los Angeles Galaxy en Paris Saint-Germain. Hij was aanvoerder van het Engels voetbalelftal.
Beckham is getrouwd met Victoria Adams, een lid van de Britse meidengroep de Spice Girls.

## Carrière
Beckham tekende in 1991 een stage-contract bij Manchester United en maakte daar in 1995 zijn Premier League debuut. Het jaar daarop hielp hij Manchester, samen met onder meer Ryan Giggs aan de landstitel en de beker in Engeland. In het seizoen 1998/99 was hij een belangrijk onderdeel van het team dat de "treble" binnenhaalde: het landskampioenschap, de beker en de Champions League. In totaal speelde Beckham 397 wedstrijden voor Manchester United, waarin hij 86 maal scoorde.
Op 17 juni 2003 tekende Beckham bij Real Madrid dat hem voor bijna dertig miljoen euro van Manchester United kocht; datzelfde jaar werd hij door koningin Elizabeth II onderscheiden met de benoeming tot Officier in de  Orde van het Britse Rijk. Niet alleen de voetballende kwaliteiten, maar ook het merk 'David Beckham' verhuisden daarmee naar Madrid. In het Verre Oosten is Beckham mateloos populair en niet geheel toevallig verhuisde Beckham naar Madrid, vlak voordat Real een tour had in het Verre Oosten. In de eerste seizoenen haalde David Beckham nooit het niveau bij Real Madrid dat iedereen van hem gewend was uit de tijd van Manchester United. Beckham droeg bij Real Madrid shirtnummer 23, wat een gebaar zou zijn naar Michael Jordan, die bij de Chicago Bulls altijd met nummer 23 speelde.

### Los Angeles Galaxy
Aan het einde van het seizoen 2006/2007 vertrok Beckham naar LA Galaxy. Vanwege het zwakke spel bij Real mocht hij van trainer Fabio Capello niet meer meespelen en trainen met het eerste team. Door blessureleed werd Beckham na enkele weken afwezigheid weer bij het eerste team gehaald.
Real Madrid had hem een nieuw tweejarig contract aangeboden, maar de middenvelder besloot om toch te kiezen voor de Amerikaanse club. Met het contract voor vijf jaar was naar verluidt 250 miljoen dollar gemoeid. In januari 2012 verlengde hij zijn contract met twee jaar. Eind december werd bekend dat een transfer naar AS Monaco niet doorging. Enkele weken later werd duidelijk dat hij zijn carrière in Frankrijk voortzette bij Paris Saint-Germain.

### Paris Saint-Germain
Nadat eerdere onderhandelingen in de zomer waren afgeketst, tekende Beckham alsnog bij het miljoenenteam van Paris Saint-Germain (PSG) voor een half jaar. Hij moest helpen de titel naar de Franse hoofdstad te halen en schonk zijn gehele salaris dat hij bij PSG verdiende aan een liefdadigheidsinstelling in Parijs. David Beckham werd rugnummer 32 toegewezen. Op 16 mei 2013 kondigde hij, na het halen van de landstitel met de ploeg, zijn afscheid aan als profvoetballer.

### Nationale elftal
Beckham speelde tussen 1996 en 2009 115 interlands voor Engeland. Hij scoorde hierin 17 keer en was 39 keer aanvoerder van het elftal. Na het WK 2006 in Duitsland heeft 'The member of England's 2006 World Cup squad' de aanvoerdersband doorgegeven. Hierna werd hij nog enkele malen opgeroepen.

## Clubstatistieken
| Seizoen | Club                | Land                      | Competitie       | Duels | Goals |
| ------- | ------------------- | ------------------------- | ---------------- | ----- | ----- |
| 1994/95 | Manchester United   | Vlag van Engeland         | Premier League   | 4     | 0     |
| 1995/96 | Manchester United   | Vlag van Engeland         | Premier League   | 33    | 7     |
| 1996/97 | Manchester United   | Vlag van Engeland         | Premier League   | 36    | 8     |
| 1997/98 | Manchester United   | Vlag van Engeland         | Premier League   | 37    | 9     |
| 1998/99 | Manchester United   | Vlag van Engeland         | Premier League   | 34    | 6     |
| 1999/00 | Manchester United   | Vlag van Engeland         | Premier League   | 30    | 6     |
| 2000/01 | Manchester United   | Vlag van Engeland         | Premier League   | 31    | 9     |
| 2001/02 | Manchester United   | Vlag van Engeland         | Premier League   | 28    | 11    |
| 2002/03 | Manchester United   | Vlag van Engeland         | Premier League   | 31    | 6     |
| 2003/04 | Real Madrid         | Vlag van Spanje           | Primera División | 32    | 3     |
| 2004/05 | Real Madrid         | Vlag van Spanje           | Primera División | 30    | 4     |
| 2005/06 | Real Madrid         | Vlag van Spanje           | Primera División | 31    | 3     |
| 2006/07 | Real Madrid         | Vlag van Spanje           | Primera División | 23    | 3     |
| 2006/07 | LA Galaxy           | Vlag van Verenigde Staten | MLS              | 5     | 0     |
| 2008    | LA Galaxy           | Vlag van Verenigde Staten | MLS              | 25    | 5     |
| 2009    | → AC Milan          | Vlag van Italië           | Serie A          | 18    | 2     |
| 2009    | LA Galaxy           | Vlag van Verenigde Staten | MLS              | 15    | 2     |
| 2010    | → AC Milan          | Vlag van Italië           | Serie A          | 11    | 0     |
| 2010    | LA Galaxy           | Vlag van Verenigde Staten | MLS              | 10    | 2     |
| 2011    | LA Galaxy           | Vlag van Verenigde Staten | MLS              | 30    | 2     |
| 2012    | LA Galaxy           | Vlag van Verenigde Staten | MLS              | 30    | 7     |
| 2012/13 | Paris Saint-Germain | Vlag van Frankrijk        | Ligue 1          | 10    | 0     |

## Inter Miami FC
Op 29 januari 2018 presenteerde Beckham zijn nieuwe MLS-club Inter Miami in de Amerikaanse staat Florida. "Ik heb altijd in het project geloofd. Daarom heb ik nooit opgegeven. Voor mij was Miami dé stad", aldus Beckham, die in 2014 de eerste schreden zette. Een nieuw stadion vormde de grote hindernis. Eerst werd de bouw bij de haven van Miami in 2014 geblokkeerd. Ook door een plan voor een stadion bij Little Havana ging een streep. Het is nu de bedoeling dat een accommodatie van 25.000 toeschouwers te bouwen in de wijk Overtown, maar ook daar is sprake van verzet. De franchise-rechten kosten de voormalig voetballer van Manchester United en LA Galaxy naar verluidt 25 miljoen dollar. Dat is ver onder de marktprijs. De eigenaren van Los Angeles FC, dat in maart 2018 in de MLS debuteerde, betaalden nog 100 miljoen dollar.
Tussen 1998 en 2001 had Miami ook al een MLS-team, Miami Fusion FC genaamd. De club hield vanwege de geringe publieke belangstelling echter op te bestaan.
In 2023 slaagde Beckham erin de Argentijnse wereldkampioen Lionel Messi aan te trekken als speler voor Inter Miami. De aandacht was overweldigend. Er werden woekerprijzen betaald om zijn eerste wedstrijden als toeschouwer te zien.

## Filmografie
- Goal! (2005)
- Goal! 2 (2007)
- Goal! III (2009)
- King Arthur: Legend of the sword (2017)
- Beckham (2023)

## Erelijst
| Competitie                 |                   |                                    |
| Competitie                 | Aantal            | Jaren                              |
| Manchester United          | Manchester United | Manchester United                  |
| -------------------------- | ----------------- | ---------------------------------- |
| Wereldbeker voor clubteams | 1x                | 1999                               |
| UEFA Champions League      | 1x                | 1998/99                            |
| Premier League             | 6x                | 1996, 1997, 1999, 2000, 2001, 2003 |
| FA Cup                     | 2x                | 1996, 1999                         |
| FA Charity Shield          | 4x                | 1993, 1994, 1996, 1997             |
| Football League Cup        | 1x                | 1992                               |
| FA Youth Cup               | 1x                | 1992                               |
| Real Madrid                |                   |                                    |
| Primera División           | 1x                | 2006/07                            |
| Supercopa de España        | 1x                | 2003                               |
| Los Angeles Galaxy         |                   |                                    |
| MLS Cup                    | 2x                | 2011, 2012                         |
| MLS Western Conference     | 3x                | 2009, 2010, 2011                   |
| MLS Supporters' Shield     | 2x                | 2010, 2011                         |
| Paris Saint-Germain        |                   |                                    |
| Ligue 1                    | 1x                | 2012/13                            |

| Competitie           | Winnaar  | Winnaar  | Runner-up | Runner-up | Derde    | Derde    |
| Competitie           | Aantal   | Jaren    | Aantal    | Jaren     | Aantal   | Jaren    |
| Engeland             | Engeland | Engeland | Engeland  | Engeland  | Engeland | Engeland |
| -------------------- | -------- | -------- | --------- | --------- | -------- | -------- |
| Tournoi de France    | 1x       | 1997     |           |           |          |          |
| FA Summer Tournament | 1x       | 2004     |           |           |          |          |

## Onderscheidingen
Nadat hij in 2003 reeds was benoemd tot Officer of the Order of the British Empire (OBE), werd David Beckham in 2025 door koning Charles III tot Ridder (Knight) geslagen, waardoor hij de titel Sir mag voeren.

## Privéleven
Beckham trouwde met Victoria Adams (een van de zangeressen van de Britse meidengroep de Spice Girls) op 4 juli 1999 in Luttrellstown Castle, nabij het Ierse Dublin. Hun huwelijk staat in het begin van de 21e eeuw volop in de belangstelling van de pers. Vooral nadat in 2004 bekend werd dat de voetballer een verhouding zou hebben gehad met de Nederlandse vrouw Rebecca Loos. Het echtpaar heeft drie zonen en een dochter. Beckham is ook bekend om zijn kapsels. Victoria Beckham mag zich sinds 2025 Lady Victoria noemen.
Beckham is een overtuigd monarchist; hij stond in september 2022 dertien uur in de rij om in Westminster Hall een laatste groet te kunnen brengen aan de overleden koningin Elizabeth II.

## Trivia
- Beckham staat op de Britse cover van het FIFA Football-spel FIFA '98: Road To World Cup.
- Door zijn succes als voetballer en zijn markante uitstraling heeft hij enkele lucratieve sponsorcontracten binnen weten te slepen, waaronder bij Adidas, Pepsi, Gillette en Armani.
- Beckhams lichaam was tijdens zijn voetbalcarrière verzekerd voor 235,2 miljoen euro.
- In 2002 verschijnt de film Bend it like Beckham. De titel van deze film refereert aan de speciale krultechniek van Beckham voor het nemen van vrije trappen.